# Марія Анна Ангальт-Дессауська
Марія Анна Ангальт-Дессауська (нім. Maria Anna von Anhalt-Dessau, 14 вересня 1837 — 12 травня 1906) — принцеса Ангальт-Дессауська, з династії Асканіїв, дочка герцога Ангальтського Леопольда IV та пруської принцеси Фредеріки Вільгельміни, дружина принца Карла Фрідріха Прусського.

## Життєпис
Марія Анна народилась 14 вересня 1837 року в Дессау. Вона була наймолодшою з трьох вижилих дітей герцога Ангальт-Дессау Леопольда IV та його дружини Фредеріки Вільгельміни Прусської. Новонароджена мала старшу сестру Агнесу Ангальт-Дессауську, та брата Фрідріха.
У 17-річному віці Марія Анна була видана за свого родича Фрідріха Карла Прусського. Наречений був на дев'ять років старший за неї. Весілля відбулося 29 листопада 1854 року в Дессау.

Сучасники вважали Марію Анну однією з найкрасивіших жінок того часу. Принцеса чудово малювала та розбиралася в музиці. Молодим дівчатам, що тільки-но були представлені, радили звертатися за допомогою саме до неї. Хоча Марія Анна і була майже глухою, це змушувало ніяковіти її лише в компаніях, наодинці ж із співбесідником, вона ставала чарівною та дотепною.

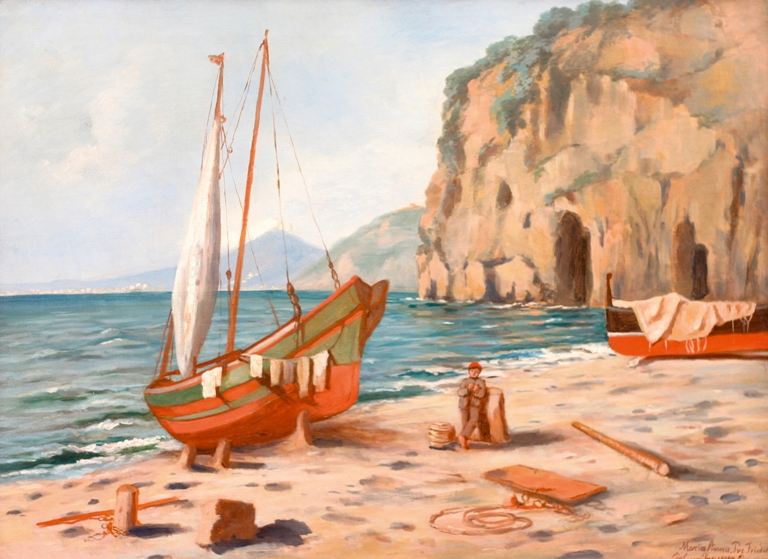
Картина Марії Анни «У затоці», 1903

Фрідріх Карл був здібним вояком і зробив швидку кар'єру в армії. У шлюбі з ним принцеса народила 5 дітей. Народження дочок дратувало чоловіка, шлюб був нещасливим. Після народження сина подружжя хотіло розлучитися, однак імператор Вільгельм II наполіг на збереженні союзу.
В останні роки Фрідріх Карл прагнув до усамітненості. Помер він у червні 1885 року від інсульту. Восени Марія Анна від'їхала до Італії.
Навесні 1886 року з'явилась інформація, що принцеса взяла морганатичний шлюб із капітаном Ваґенхаймом.
Марія Анна Ангальт-Дессауська пішла з життя 12 травня 1906 року в 68-річному віці.

## Родина
Чоловік — Фрідріх Карл Прусський (1828—1885)
Діти:
- Марія Єлизавета (1855—1888) — була одружена із Генріхом Нідерландським, а після його смерті — із Альбертом Саксен-Альтенбурзьким, мала двох дочок від другого шлюбу;
- Єлизавета Анна (1857—1895) — дружина великого герцога Ольденбурзького Фрідріха Августа II, мала із ним двох дочок;
- Анна Вікторія (26 лютого—6 травня 1858) — померла немовлям;
- Луїза Маргарита (1860—1917) — дружина герцога Артура Коннаутського та Стретхернського, мали трьох дітей;
- Фрідріх Леопольд (1865—1931) — генерал-оберст, був одружений із Луїзою Софією Августенбурзькою, мав трьох синів та дочку.